# 若葉通
若葉通（わかばとおり）は、愛知県名古屋市北区の地名。現行行政地名は若葉通1丁目から若葉通5丁目。住居表示未実施。

## 地理
名古屋市北区南部に位置する。東は平安通、西は志賀本通、南は紅雲町・石園町、北は下飯田町・瑠璃光町・垣戸町に接する。

## 歴史
若葉が多い町にしようと名付けられたとされる。また、青年街の意味も含むという。

### 沿革
- 1932年（昭和7年）9月1日 - 東区下飯田町（字下垣戸・寺西・東猿投・南出・南原・仲田・郷添・仲ノ川の各一部）の一部より、同区若葉通として成立[1]。
- 1938年（昭和13年）6月1日 - 下飯田町字郷添の全部および南原の一部を4・5丁目に編入[1]。
- 1944年（昭和19年）2月11日 - 北区成立に伴い、同区若葉通となる[4]。

## 世帯数と人口
2019年（平成31年）1月1日現在の世帯数と人口は以下の通りである。
| 町丁   | 世帯数  | 人口    |
| ------ | ------- | ------- |
| 若葉通 | 764世帯 | 1,365人 |

### 人口の変遷
国勢調査による人口の推移
| 1950年（昭和25年） | 229人   | [ 5 ]     |  |
| 1955年（昭和30年） | 366人   | [ 5 ]     |  |
| 1960年（昭和35年） | 567人   | [ 6 ]     |  |
| 1965年（昭和40年） | 624人   | [ 6 ]     |  |
| 1970年（昭和45年） | 541人   | [ 7 ]     |  |
| 1975年（昭和50年） | 556人   | [ 7 ]     |  |
| 1980年（昭和55年） | 591人   | [ 8 ]     |  |
| 1985年（昭和60年） | 741人   | [ 9 ]     |  |
| 1990年（平成2年）  | 881人   | [ 10 ]    |  |
| 1995年（平成7年）  | 978人   | [ 11 ]    |  |
| 2000年（平成12年） | 997人   | [ WEB 5 ] |  |
| 2005年（平成17年） | 1,143人 | [ WEB 6 ] |  |
| 2010年（平成22年） | 1,269人 | [ WEB 7 ] |  |

## 学区
市立小・中学校に通う場合、学校等は以下の通りとなる。また、公立高等学校に通う場合の学区は以下の通りとなる。
| 番・番地等 | 小学校               | 中学校               | 高等学校 |
| ---------- | -------------------- | -------------------- | -------- |
| 全域       | 名古屋市立名北小学校 | 名古屋市立若葉中学校 | 尾張学区 |

## 交通

### 鉄道
- 名古屋市営地下鉄名城線 志賀本通駅

### バス
- 名古屋市営バス「若葉通」停留所
  - 名駅15： 砂田橋行
  - 名駅15：名古屋駅行
  - 北巡回：上飯田・大曽根経由黒川行

### 道路
- 名古屋市道名古屋環状線

## 施設
- 名古屋若葉通郵便局
- 若葉通愛昇殿
- NTT西日本大曽根ビル
- マックスバリュ若葉通店

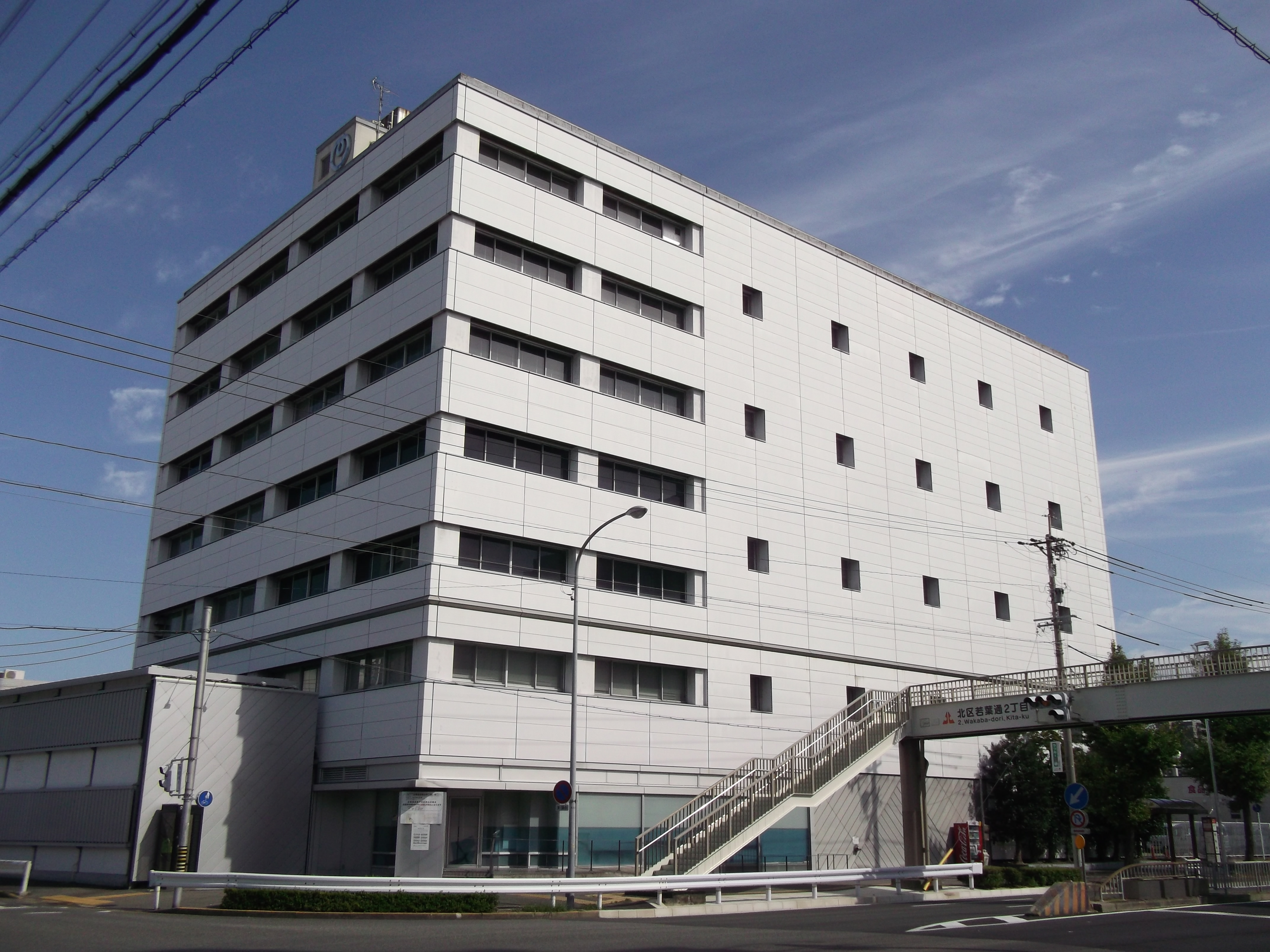
NTT西日本大曽根ビル（2014年10月）
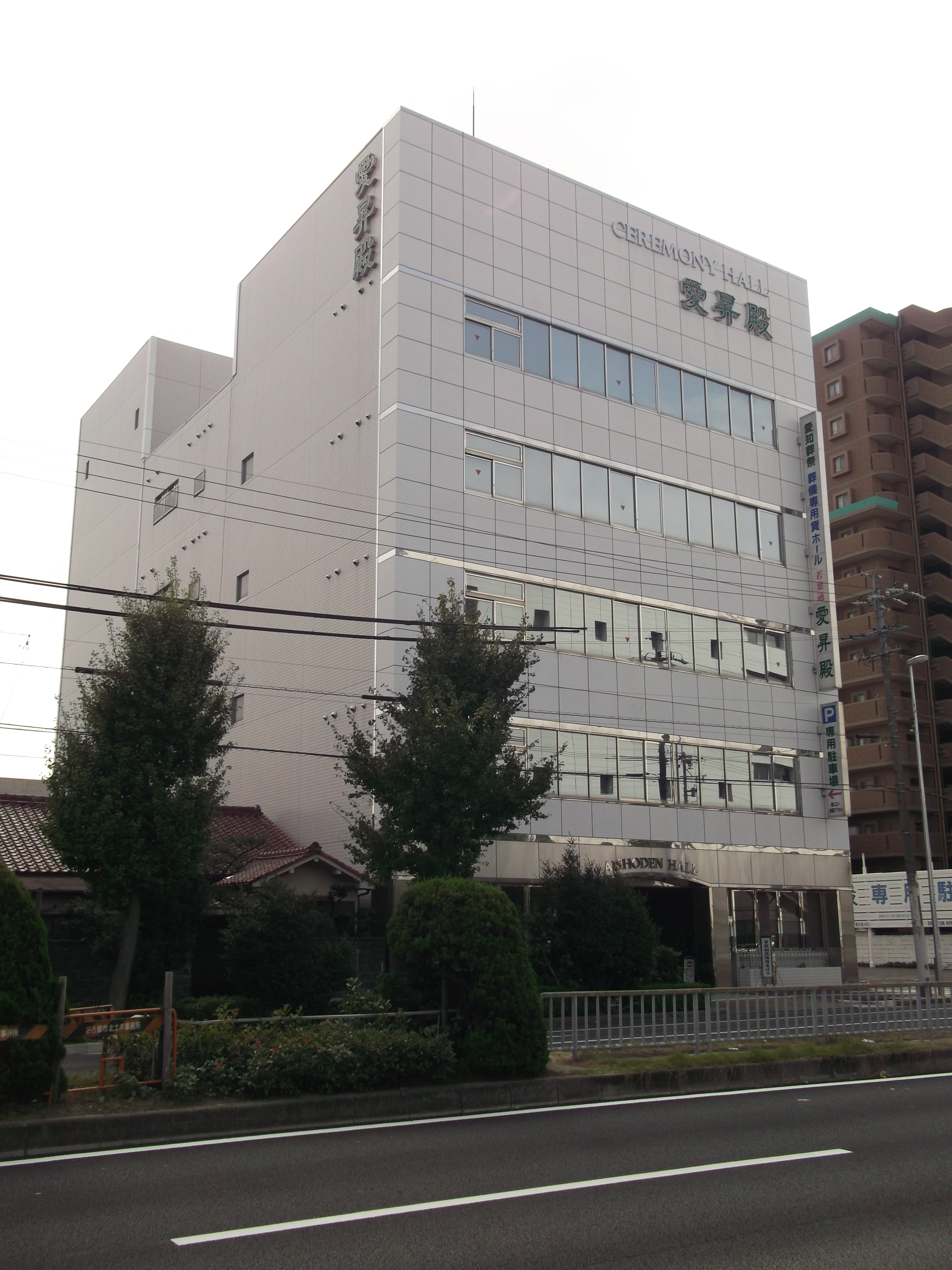
若葉通愛昇殿（2014年10月）

## 史跡
- 若葉通遺跡

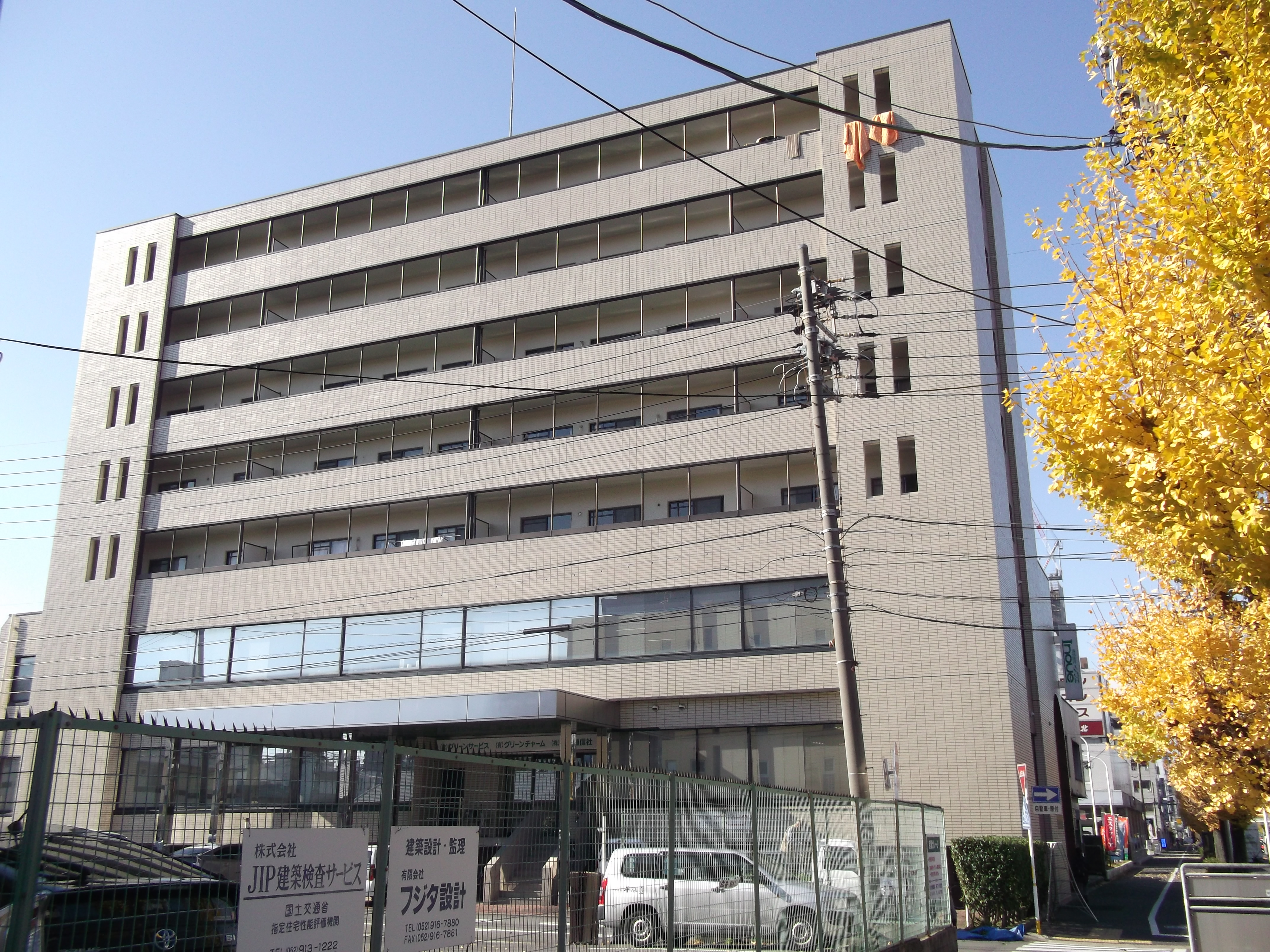
1989年の調査が行われた跡に建つ若葉ビル（2014年12月）

  - 若葉通4・5丁目および隣接する石園町2・3丁目に渡って所在するとみられる遺跡[12]。名古屋市営地下鉄名城線の工事において、古墳時代の土器が出土したことによりその存在が判明した[12]。民間による高層ビルの建設に伴い、1989年（昭和63年）9月19日から同年11月21日まで、南北約38メートル・東西約19メートルの約550平方メートルの範囲が調査された[13]。その結果、古墳時代前期の住居跡3軒・土師器や弥生時代後期の遺物、中世の井戸跡等が発見された[14]。

## その他

### 日本郵便
- 郵便番号 : 462-0854[WEB 2]（集配局：名古屋北郵便局[WEB 10]）。

### WEB
1. 1 2  “町・丁目(大字)別、年齢(10歳階級)別公簿人口(全市・区別)”.   名古屋市 (2019年1月23日). 2019年1月23日閲覧。
2. 1 2  “郵便番号”.  日本郵便. 2019年1月6日閲覧。
3. ↑  “市外局番の一覧”.   総務省. 2019年1月6日閲覧。
4. ↑  “北区の町名一覧”.   名古屋市 (2015年10月21日). 2019年1月12日閲覧。
5. ↑  名古屋市役所総務局企画部統計課統計係 (2005年7月1日). “（刊行物）名古屋の町(大字)・丁目別人口 (平成12年国勢調査) (3)北区(第1表から第3表）” (xls). 2014年12月24日閲覧。
6. ↑  名古屋市役所総務局企画部統計課統計係 (2007年6月27日). “（刊行物）名古屋の町(大字)・丁目別人口 (平成17年国勢調査) (3)北区(第1表から第3表）” (xls). 2014年12月24日閲覧。
7. ↑  名古屋市役所総務局企画部統計課統計係 (2012年4月22日). “（刊行物）名古屋の町(大字)・丁目別人口 (平成22年国勢調査) (3)北区(第1表から第3表）” (xls). 2014年12月24日閲覧。
8. ↑  “市立小・中学校の通学区域一覧”.   名古屋市 (2018年11月10日). 2019年1月14日閲覧。
9. ↑  “平成29年度以降の愛知県公立高等学校（全日制課程）入学者選抜における通学区域並びに群及びグループ分け案について”.   愛知県教育委員会 (2015年2月16日). 2019年1月14日閲覧。
10. ↑  郵便番号簿 平成29年度版 - 日本郵便. 2019年01月06日閲覧 (PDF)

### 文献
1. 1 2 3  名古屋市北区役所市民室 1979, p. 68.
2. 1 2  「角川日本地名大辞典」編纂委員会 1989, p. 1455.
3. 1 2  名古屋市北区役所市民室 1979, p. 30.
4. ↑  名古屋市計画局 1992, p. 745.
5. 1 2  名古屋市総務局企画室統計課 1957, p. 75.
6. 1 2  名古屋市総務局企画部統計課 1967, p. 69.
7. 1 2  名古屋市総務局統計課 1977, p. 43.
8. ↑  名古屋市総務局統計課 1981, p. 25.
9. ↑  名古屋市総務局統計課 1986, p. 29.
10. ↑  名古屋市総務局企画部統計課 1991, p. 18.
11. ↑  名古屋市総務局企画部統計課 1996, p. 40.
12. 1 2  名古屋市見晴台考古資料館 1989, p. 1.
13. ↑  名古屋市見晴台考古資料館 1989, p. 3.
14. ↑  名古屋市見晴台考古資料館 1989, p. 18.

### 統計資料
- 名古屋市総務局企画室統計課 編『昭和31年版 名古屋市統計年鑑』名古屋市、1957年。全国書誌番号:51004953。
- 名古屋市総務局企画部統計課 編『昭和41年版 名古屋市統計年鑑』名古屋市、1967年。全国書誌番号:51004953。
- 名古屋市総務局統計課 編『昭和51年版 名古屋市統計年鑑』名古屋市、1977年。全国書誌番号:77007026。
- 名古屋市総務局統計課 編『昭和60年国勢調査 名古屋の町・丁目別人口（昭和60年10月1日現在）』名古屋市役所、1986年。
- 名古屋市総務局企画部統計課 編『平成2年国勢調査 名古屋の町（大字）別・年齢別人口（平成2年10月1日現在）』名古屋市役所、1994年。全国書誌番号:94045412。
- 名古屋市総務局企画部統計課 編『平成7年国勢調査 名古屋の町（大字）・丁目別人口（平成7年10月1日現在）』名古屋市役所、1996年。全国書誌番号:96059807。